# Tobias Rahim
Tobias Rahim Secilmis Hasling (født 10. november 1989), kendt under kunstnernavne som Tobias Rahim, Toby Tabu eller Grande er en dansk-kurdisk sanger og digter. 
Startende ud som medlem af reggaton-duoen Camilo & Grande, sprang Rahim ud som soloartist i 2016. Han turnerede som artist i Ghana i 2017 under navnet Toby Tabu, inden han vendte tilbage til Danmark.
I 2021 fik han sit danske folkelige gennembrudd med singlen "STOR MAND" (feat. Andreas Odbjerg), som lå på IFPIs hitliste i 118 uger (2021-2023) og vandt P3 Lytterhittet i 2021. Han har udgivet albumsene National Romantik 2021 (2020), Når sjælen kaster op (2022) og ¿HAPPY ENDING? (2023). Når sjælen kaster op blev i 2023 offentliggjort til at være det mest spillede danske album på Spotify det år, mens Rahim var den sjettemest spillede danske artist på platformen samme år.

## Opvækst
Rahim blev født den 10. november 1989 i Aarhus som søn af en kurdisk far og en dansk mor. Han voksede op i Aarhus N hos sin mor, da hans far, bosiddende i København, var fraværende grundet PTSD efter en ungdom som kurdisk frihedskæmper. Rahims farfar rejste i sin tid fra Mellemøsten og immigrerede til Danmark. Som barn gik Rahim på Vejlby Skole, hvor han grundet dårlige læse- og skrivefærdigheder blev tilknyttet en specialklasse for nyligt tilflyttede udenlandske børn. Han begyndte at interessere sig for hiphop som 12-13 årig efter at have set programmet Yo MTV Raps. Som 16-årig rejste Rahim til Mexico i syv måneder, hvor han arbejdede som underviser på et gymnasium og senere i en zoologisk have tæt på grænsen til Guatamala, mens han boede hos to forskellige familier. Han lærte spansk under sit ophold i Mexico. Efter sin hjemkomst til Danmark begyndte han studie på HF.

## Karriere

### 2008-2012: Colombia, Camilo & Grande
I 2008 til en studiefest på HF mødte Rahim, under en freestyle rap-cirkel, den dansk-chilenske rapper Camilo Fernandez, hvor de to battlede mod hinanden på spansk. De tilbragte den næste tid med at producere musik sammen i Fernandez’ hjemmestudie. 
Rahim flyttede et par måneder senere til Cali i Colombia, hvor han studerede sociologi, mens han også producerede musik og forsøgte at slå igennem som musiker på spansk. Han tilbragte meget tid i slumområder og for at skjule sin danske baggrund, lod han som om, han var fra Venezuela eller Brasilien. Efter at have overværet en mand blive skudt og dræbt på åben gade, fik Rahim en depression, droppede ud af sit studie og rejste hjem til Danmark efter to år.
Tilbage i Danmark genoptog Rahim sit samarbejde med Fernandez, og de debuterede som Camilo & Grande i april 2012 med singlen “Go’e vibes”. Duoen deltog i 2013 i DRs musiktalentudviklingskonkurrence, Karrierekanonen, hvor gruppen blev udvalgt blandt 1400 ansøgere. Gruppen nåede frem til finalen, men vandt ikke. Duoen udgav deres debut-EP Eufori i juni 2015, hvor hitsinglerne “Røgsignaler” og “Gir Dig” var på.

### 2016-2024: Soloartist,National Romantik,Når sjælen kaster op
Med singlen “Luk mig op” annoncerede Rahim i februar 2016, at han sprang ud som soloartist under navnet Tobias Rahim. Han udsendte i april 2017 sin debut EP Tobias Rahim. I november 2017 fik Rahim mulighed for, som kameratekniker, at rejse med et dansk dj-kollektiv til Accra, Ghana, hvor de skulle på turné. Rahim spillede et demobånd for bookeren og blev tilbudt at være opvarmning på turnéen. Rahims optræden blev en succes, og han endte med at tage over som hovednavn. Han valgte efterfølgende at blive i Ghana i otte måneder, hvor han udgav musik under kunstnernavnet Toby Tabu bl.a. singler som "Ghana Lady" og "Nana Yaa".
I 2020 udgav han albummet National Romantik 2021 med numre som "Jesus", "Borderline" og "Sang til Siri".
Den 22. maj 2021 annoncerede Rahim under en koncert på Vega i København, at han ville sætte et nøgenbillede af sig selv på auktion som en NFT på kryptoplatformen Open Sea. Billedet med navnet Den Neo Skandinaviske Mand var taget under et photoshoot i forbindelse med udgivelsen af albummet National Romantik 2021 og billedet blev anset som Danmarks første NFT. Auktionen blev afsluttet den 23. juni 2021, hvor billedet blev solgt for 2,9 eth. Dette var på daværende tidspunkt svarende til omkring 34.000 kr.
Rahim fik sit folkelige gennembrud, da han medvirkede i femte sæson af TV 2s underholdningsprogram Stormester sammen med Jonas Mogensen, Linda P, Sofie Jo Kaufmanas og Simon Talbot.
Den 20. august 2021 udgav han singlen "STOR MAND" feat. Andreas Odbjerg. Sangen var på IFPIs hitliste i 118 uger, herunder samlet set 15 uger som nummer 1. Sangen vandt priserne "P3 Lytterhittet" til P3 Guld i 2021 og en Zulu Award for "Årets hit" ved Zulu Awards i 2022. Sangen har pr. august 2025 66.8 mio. afspilninger på Spotify.
Rahim har udgivet to singler med Burhan G; "Burhan G" (Burhan G X Kidd X Tobias Rahim) og "Dans" (Burhan G X Tobias Rahim X Carl Knast).
I oktober 2022 udgav han sit tredje studiealbum Når sjælen kaster op, hvor det sidste nummer "Alive Alive Alive" blev  tilbageholdt med forklaringen "udkommer, hvis verden blir klar". I november samme år debuterede Rahim som digtforfatter, da hans digtsamling Drømmene maler virkeligheden blev udgivet af Politikens Forlag. Digtsamlingen, der bestod af digte og billeder af Rahim, modtog blandede anmeldelser.
I april 2023 grundlagde Rahim firmaet Multi Frutti Holding Aps og dets to datterselskaber; pladeselskabet Os Der Følger Floden Aps og scenekunst-selskabet Hvor Floden Flyder Aps.
Den 22. september 2022 skulle Rahim have optrådt til P3 Guld-uddelingen med sangen "Når mænd græder", men efter sangprøver dagen før prisuddelingen fik Rahim et angstanfald og måtte aflyse sin optræden den følgende aften. Rahims producer, Arto Louis Alan Eriksen, modtog under uddelingen hovedprisen "P3 Prisen" på Rahims vegne og læste et brev fra Rahim op, der forklarede hans fravær. Rahim var den eneste nominerede til prisen, hvilket var uvant. Rahim blev efterfølgende hyldet for sin åbenhed om angst og for at udfordre stereotypisk maskulinitet.
I november 2023 offentliggjorde streamingtjenesten Spotify, at Rahims album Når sjælen kaster op (2023) var det mest streamede album i Danmark i 2023, ligesom Rahim var den sjettemest streamede danske kunstner, og at sangene "Flyvende Faduma" og "STOR MAND" lå på hhv. sjette- og syvendepladsen over de mest streamede sange i Danmark i 2023. Rahim udgav i 2024 singlen "Bellevue" sammen med den danske sanger D1MA.

### 2025-
I januar 2025 annoncerede Rahim, at han ville give sin karrieres hidtil største koncert den 6. september 2025 på Refshaleøen. I marts 2025 udgav han sin første rap-single med sangen “Lys (Illumineret)”. I juni 2025 annoncerede Rahim desuden sin første udenlandske turné; Neoskandinavisk Tour 2025. Turnéen indledes med Rahims koncert på Refshaleøen i september 2025, hvorefter han vil spille koncerter i Nuuk, Oslo, Stockholm og Torshavn på Færøerne i løbet af oktober.

## Privat
Rahim dannede par med Sabrina Tekle, og de har sammen en søn (f.2021). Parret indgik en ægtepagt i september 2024, og det blev efterfølgende rapporteret at parret var blevet gift. Den 8. juli 2025 annoncerede Tekle og Rahim på Tekles Instagram-profil, at de var blevet skilt.

## Diskografi

### Albums
| Titel                                                                      | Albumdetaljer                                                                                  | Højeste placering | Certificering |
| Titel                                                                      | Albumdetaljer                                                                                  | Danmark           | Certificering |
| -------------------------------------------------------------------------- | ---------------------------------------------------------------------------------------------- | ----------------- | ------------- |
| Tobias Rahim                                                               | - Udgivet: 7. april 2017 - Selskab: disco:wax - Format: CD, download                           | —                 |               |
| National Romantik 2021                                                     | - Udgivet: 2. oktober 2020 - Selskab: Sony Music - Format: CD, download                        | 16                | - Platin      |
| Når sjælen kaster op                                                       | - Udgivet: 21. oktober 2022 - Selskab: Sony Music - Format: CD, LP, download                   | 1                 | - 6×Platin    |
| ¿HAPPY ENDING?                                                             | - Udgivet: 6. oktober 2023 - Selskab: Os der følger floden / Sony Music - Format: CD, download | 7                 |               |
| "—" markerer en udgivelse, hvor der ikke er registreret hitlisteplacering. |                                                                                                |                   |               |

### Singler
| År                                                               | Titel                                                       | Højeste placering | Certificering | Album                  |
| År                                                               | Titel                                                       | Danmark           | Certificering | Album                  |
| ---------------------------------------------------------------- | ----------------------------------------------------------- | ----------------- | ------------- | ---------------------- |
| 2016                                                             | "Luk mig op"                                                | —                 |               | Tobias Rahim           |
| 2016                                                             | "Falder i"                                                  | —                 |               | Tobias Rahim           |
| 2016                                                             | "Gode Tider"                                                | —                 |               | Tobias Rahim           |
| 2019                                                             | "Op a væggen"                                               | —                 | Platin        |                        |
| 2020                                                             | "Jesus"                                                     | —                 | Platin        | National Romantik 2021 |
| 2020                                                             | "Fuck dig" (Emil Lange feat. Tobias Rahim)                  | —                 | Platin        |                        |
| 2021                                                             | "Burhan G" (Burhan G feat. KIDD x Tobias Rahim)             | 13                | Platin        |                        |
| 2021                                                             | "STOR MAND" (Tobias Rahim feat. Andreas Odbjerg)            | 1                 | 8×Platin      | Når sjælen kaster op   |
| 2021                                                             | "Stimulanser" (Tobias Rahim feat. Ida Laurberg)             | —                 | Guld          |                        |
| 2022                                                             | "Mucki Bar"                                                 | 1                 | 4×Platin      | Når sjælen kaster op   |
| 2022                                                             | "Når mænd græder"                                           | 6                 |               | Når sjælen kaster op   |
| 2022                                                             | "Feberdrømmer Xx Dubai"                                     | 1                 | 3×Platin      | Når sjælen kaster op   |
| 2022                                                             | "Bums for eliten" (Tobias Rahim feat. Artigeardit)          | 25                |               | Når sjælen kaster op   |
| 2022                                                             | "Flyvende Faduma"                                           | 1                 | 4×Platin      | Når sjælen kaster op   |
| 2022                                                             | "Kurder i København" (Tobias Rahim feat. ZK & Luna Ersahin) | 14                |               | Når sjælen kaster op   |
| 2022                                                             | "07 i 6a"                                                   | 18                |               | Når sjælen kaster op   |
| 2022                                                             | "Alene på staden"                                           | 23                |               | Når sjælen kaster op   |
| 2022                                                             | "Makeup"                                                    | 21                |               | Når sjælen kaster op   |
| 2022                                                             | "Ozonlag a energi" (Tobias Rahim feat. Niels Brandt)        | 2                 | Platin        | Når sjælen kaster op   |
| 2022                                                             | "Taber mig i dig. Føler vi ku vinde"                        | 30                |               | Når sjælen kaster op   |
| 2023                                                             | "Alive Alive Alive"                                         | 5                 | Platin        | Når sjælen kaster op   |
| 2023                                                             | "Toget" (Tobias Rahim feat. Barcode Brothers)               | 11                |               |                        |
| 2023                                                             | "Orange"                                                    | 3                 | Platin        |                        |
| 2023                                                             | "Vi 1"                                                      | 2                 | 2xPlatin      |                        |
| 2023                                                             | "Stor man" (Tobias Rahim x Victor Leksell)                  | 15                |               |                        |
| 2023                                                             | "F'social angst"                                            | 13                |               | ¿HAPPY ENDING?         |
| 2023                                                             | "Benzin ild' glasskår"                                      | 30                |               | ¿HAPPY ENDING?         |
| 2024                                                             | "Flyvende daduma"                                           | 12                |               |                        |
| 2024                                                             | "Bellevue" (Tobias Rahim feat. D1MA)                        | 1                 | 2xPlatin      |                        |
| 2024                                                             | "Dark Room" (Tobias Rahim feat. Icekiid)                    | 1                 | 2xPlatin      |                        |
| 2024                                                             | "Jylland"                                                   | 9                 | Guld          |                        |
| 2024                                                             | "911" (Tobias Rahim og Omar)                                | 10                | Platin        |                        |
| 2025                                                             | “Lys (Illumineret)”                                         | 28                |               |                        |
| 2025                                                             | "Regntid"                                                   | 19                |               |                        |
| 2025                                                             | "TÆT PÅ" (Tobias Rahim feat. Delara)                        |                   |               |                        |
| "—" markerer en udgivelse der ikke opnåede en hitlisteplacering. |                                                             |                   |               |                        |

## Priser og nomineringer
| År   | Pris               | Kategori                  | Nomineret for                                    | Resultat  |
| ---- | ------------------ | ------------------------- | ------------------------------------------------ | --------- |
| 2021 | Danish Music Award | Årets nye danske navn     |                                                  | Nomineret |
| 2021 | Danish Music Award | Årets nye danske livenavn |                                                  | Nomineret |
| 2021 | P3 Guld            | Lytterhittet              | "STOR MAND" (Tobias Rahim feat. Andreas Odbjerg) | Vundet    |
| 2022 | Danish Music Award | Årets danske solist       |                                                  | Vundet    |
| 2022 | Danish Music Award | Årets danske radiohit     | "Mucki Bar"                                      | Nomineret |
| 2022 | Danish Music Award | Årets danske streaminghit | "Mucki Bar"                                      | Vundet    |
| 2022 | Danish Music Award | Årets danske streaminghit | "Feberdrømmer Xx Dubai"                          | Nomineret |
| 2022 | Danish Music Award | Årets danske sangskriver  | Når sjælen kaster op                             | Nomineret |
| 2022 | P3 Guld            | P3 Prisen                 |                                                  | Vundet    |
| 2022 | P3 Guld            | Lytterhittet              | "Mucki Bar"                                      | Nomineret |
| 2022 | GAFFA-Prisen       | Årets danske hit          | "STOR MAND" (Tobias Rahim feat. Andreas Odbjerg) | Nomineret |
| 2022 | Zulu Award         | Årets hit                 | "STOR MAND" (Tobias Rahim feat. Andreas Odbjerg) | Vundet    |
| 2022 | Zulu Award         | Årets nye navn            |                                                  | Vundet    |
| 2022 | Zulu Award         | Årets par                 | Tobias Rahim & Andreas Odbjerg                   | Nomineret |
| 2022 | The Voice Prisen   | The Voice Prisen          | The Voice Prisen                                 | Vundet    |
| 2023 | EchoPrisen         | Årets musiker             |                                                  | Nomineret |
| 2023 | EchoPrisen         | Årets hit                 | "Feberdrømmer Xx Dubai"                          | Nomineret |
| 2023 | GAFFA-Prisen       | Årets danske udgivelse    | Når sjælen kaster op                             | Nomineret |
| 2023 | GAFFA-Prisen       | Årets pop-udgivelse       | Når sjælen kaster op                             | Nomineret |
| 2023 | GAFFA-Prisen       | Årets danske solist       |                                                  | Nomineret |
| 2023 | GAFFA-Prisen       | Årets danske hit          | "Mucki Bar"                                      | Vundet    |
| 2023 | GAFFA-Prisen       | Årets danske sangskriver  | Tobias Rahim & Arto Louis Eriksen                | Nomineret |
| 2024 | P3 Guld            | Lytterhittet              | “Bellevue” (Tobias Rahim & D1MA)                 | Nomineret |